# Calceolaria asperula
Calceolaria asperula är en toffelblomsväxtart som beskrevs av Rodolfo Amando Philippi. Calceolaria asperula ingår i släktet toffelblommor, och familjen toffelblomsväxter. Inga underarter finns listade i Catalogue of Life.